# ATC代码 (A01)
ATC代码A01（口腔病药物）是解剖学治疗学及化学分类系统的一个药物分组，这是由世界卫生组织药物统计方法整合中心所制定的药品及其它医用产品的官方分类系统。分组A01是A消化系统和代谢系统的一部分。
兽用代码（ATCvet码）可以在人用ATC代码前加Q字母：QA01等。
国家ATC分类可能包括列表中没有的其它分类，列表为世界卫生组织（WHO）版本。

## A01A 口腔病药物（Stomatological preparations）

### A01AA 龋齿预防药（Caries prophylactic agents）
A01AA01 氟化钠（Sodium fluoride）
A01AA02 单氟磷酸钠（Sodium monofluorophosphate）
A01AA03 奥拉氟（Olaflur）
A01AA04 氟化亚锡（Stannous fluoride）
A01AA30 复方（Combinations）
A01AA51 氟化钠，复方（Sodium fluoride, combinations）

### A01AB 口腔局部治疗用抗感染药和灭菌药（Anti-infectives and antiseptics for local oral treatment）
A01AB02 过氧化氢（Hydrogen peroxide）
A01AB03 氯己定（Chlorhexidine）
A01AB04 两性霉素（Amphotericin B）
A01AB05 聚诺昔林（Polynoxylin）
A01AB06 多米芬（Domiphen）
A01AB07 羟喹啉（Oxyquinoline）
A01AB08 新霉素（Neomycin）
A01AB09 咪康唑（Miconazole）
A01AB10 那他霉素（Natamycin）
A01AB11 其它 （Various）
A01AB12 海克替啶（Hexetidine）
A01AB13 四环素（Tetracycline）
A01AB14 苯佐氯铵（Benzoxonium chloride）
A01AB15 替贝碘铵（Tibezonium iodide）
A01AB16 美帕曲星（Mepartricin）
A01AB17 甲硝唑（Metronidazole）
A01AB18 克霉唑（Clotrimazole）
A01AB19 过硼酸钠（Sodium perborate）
A01AB21 金霉素（Chlortetracycline）
A01AB22 多西环素（Doxycycline）
A01AB23 米诺环素（Minocycline）

### A01AC 口腔局部治疗用皮质甾体激素类药（Corticosteroids for local oral treatment）
A01AC01 曲安西龙（Triamcinolone）
A01AC02 地塞米松（Dexamethasone）
A01AC03 氢化可的松（Hydrocortisone）
A01AC54 泼尼松龙，复方（Prednisolone, combinations）

### A01AD 口腔局部治疗用其它药物（Other agents for local oral treatment）
A01AD01 肾上腺素（Epinephrine）
A01AD02 苄达明（Benzydamine）
A01AD05 阿司匹林（Acetylsalicylic acid）
A01AD06 肾上腺酮（Adrenalone）
A01AD07 氨来呫诺（Amlexanox）
A01AD08 贝卡普勒明（Becaplermin）
A01AD11 其它（Various）